# ピエモンテ公

ピエモンテ公（領主）の紋章。

ピエモンテ公（イタリア語: Principe di Piemonte、フランス語: Prince de Piémont）は、サヴォイア家がピエモンテを統治した際に用いた称号であったが、後には王位の法定推定相続人の称号となった。
ピエモンテは元来、サヴォイア家が統治するサヴォイア伯国が領主として統治した附属領（アパナージュ）であり、その支配はトンマーゾ1世に始まる。ピエモンテ領主の地位はその次男であるフランドル伯トンマーゾ2世に始まるサヴォイア＝ピエモンテ家、さらにその分家であるサヴォイア＝アカイア家とサヴォイア家の分家が世襲することとなった。1418年にルドヴィーコ・ディ・サヴォイア＝アカイアが嗣子を残すことなく没してアカイア家が断絶すると、既にサヴォイア本家を継承していたピエモンテ家のアメデーオ8世がピエモンテ領主の地位を継承することとなった。それに先立つ2年前にアメデーオ8世は自身をサヴォイア公（Duca di Savoia）に昇爵させることに成功していたことから、これを受けてピエモンテの方も公（principe）へと昇格することとなった。1720年にヴィットーリオ・アメデーオ公子がサルデーニャ王号を獲得すると、ピエモンテ公はその法定推定相続人の称号となった。法定推定相続人としての最初のピエモンテ公を用いたのがヴィットーリオ・アメデーオ公子である。
この慣習は1863年にヴィットーリオ・エマヌエーレ2世がイタリア半島を統一して初代イタリア国王になった時も継承されることとなった。"ピエモンテ公" はイギリスにおける"プリンス・オブ・ウェールズ"と同じくイタリア王太子と同義語となったのである。

## ピエモンテ領主

### サヴォイア家嫡流
- ????-1233年: トンマーゾ1世、兼サヴォイア伯

### サヴォイア＝ピエモンテ家
- 1233年-1259年: トンマーゾ2世、息子、サヴォイア＝ピエモンテ家の祖
- 1259年-1282年: トンマーゾ3世、息子

### サヴォイア＝アカイア家
- 1282年-1334年: フィリッポ1世、息子、 兼アカイア公 (1301年-1307年)、サヴォイア＝アカイア家の祖
- 1334年-1367年: ジャコモ、息子、アカイア公位請求者
- 1368年-1368年: フィリッポ2世、息子
- 1368年-1402年: アメデーオ、弟、アカイア公位請求者
- 1402年-1418年: ルドヴィーコ、弟

## ピエモンテ公

### サヴォイア＝ピエモンテ家
| # | 名前            |  | 生年          | 没年          | 在位          | 備考                                                               |
| - | --------------- |  | ------------- | ------------- | ------------- | ------------------------------------------------------------------ |
| 1 | アメデーオ8世   |  | 1383年9月4日  | 1451年1月7日  | 1416年-1451年 | トンマーゾ3世の弟サヴォイア伯アメデーオ5世の玄孫、兼サヴォイア公。 |
| 2 | ルドヴィーコ    |  | 1413年2月21日 | 1465年1月29日 | 1451年-1465年 | アメデーオ8世の息子、兼サヴォイア公                                |
| 3 | アメデーオ9世   |  | 1435年2月1日  | 1472年3月30日 | 1465年-1472年 | ルドヴィーコの息子、兼サヴォイア公                                 |
| 4 | フィリベルト1世 |  | 1465年8月17日 | 1482年9月22日 | 1472年-1482年 | アメデーオ9世の息子、兼サヴォイア公                                |
| 5 | カルロ1世       |  | 1468年3月29日 | 1490年3月13日 | 1482年-1490年 | フィリベルト1世の弟、兼サヴォイア公                                |
| 6 | カルロ2世       |  | 1489年6月23日 | 1496年4月16日 | 1490年-1496年 | カルロ1世の息子、兼サヴォイア公                                    |

### サヴォイア＝ブレッセ家
| #  | 名前                                   |  | 生年           | 没年           | 在位          | 備考                                                          |
| -- | -------------------------------------- |  | -------------- | -------------- | ------------- | ------------------------------------------------------------- |
| 7  | フィリッポ2世                          |  | 1438年2月5日   | 1497年11月7日  | 1496年-1497年 | カルロ1世の大叔父、兼サヴォイア公、サヴォイア＝ブレッセ家の祖 |
| 8  | フィリベルト2世                        |  | 1480年4月10日  | 1504年9月10日  | 1497年-1504年 | フィリベルト2世の息子、兼サヴォイア公                         |
| 9  | カルロ3世                              |  | 1486年10月10日 | 1553年8月17日  | 1504年-1553年 | フィリベルト2世の弟、兼サヴォイア公                           |
| 10 | エマヌーレ・フィリベルト               |  | 1528年7月8日   | 1580年8月30日  | 1553年-1580年 | 息子、兼サヴォイア公                                          |
| 11 | カルロ・エマヌエーレ1世                |  | 1562年1月12日  | 1630年7月26日  | 1580年-1630年 | エマヌーレ・フィリベルトの息子、兼サヴォイア公                |
| 12 | ヴィットーリオ・アメデーオ1世          |  | 1587年5月8日   | 1637年3月7日   | 1630年-1637年 | カルロ・エマヌーレ1世の息子、兼サヴォイア公                   |
| 13 | フランチェスコ・ジャチメント           |  | 1632年9月14日  | 1638年10月4日  | 1637年-1638年 | ヴィットーリオ・アメデーオ1世の息子、兼サヴォイア公           |
| 14 | カルロ・エマヌエーレ2世                |  | 1634年6月20日  | 1675年6月12日  | 1638年-1675年 | フランチェスコ・ジャチメントの弟、兼サヴォイア公              |
| 15 | ヴィットーリオ・アメデーオ2世          |  | 1666年5月14日  | 1732年10月31日 | 1675年-1731年 | カルロ・エマヌエーレ2世の息子、兼サルデーニャ国王             |
| 16 | カルロ・エマヌエーレ3世                |  | 1701年4月27日  | 1773年3月20日  | 1732年-1773年 | ヴィットーリオ・アメデーオ2世の息子、兼サルデーニャ国王       |
| 17 | ヴィットーリオ・アメデーオ3世          |  | 1726年5月26日  | 1796年10月16日 | 1773年-1796年 | カルロ・エマヌエーレ3世の息子、兼サルデーニャ国王             |
| 18 | カルロ・エマヌエーレ4世                |  | 1751年5月24日  | 1819年10月6日  | 1796年-1802年 | ヴィットーリオ・アメデーオ3世の息子、兼サルデーニャ国王       |
| 19 | ヴィットーリオ・エマヌエーレ1世        |  | 1759年7月24日  | 1824年1月10日  | 1802年-1824年 | カルロ・エマヌエーレ4世の弟、兼サルデーニャ国王               |
| 20 | カルロ・フェリーチェ・ディ・サヴォイア |  | 1765年4月6日   | 1831年4月27日  | 1824年-1831年 | ヴィットーリオ・エマヌエーレ1世の弟、兼サルデーニャ国王       |

### サヴォイア＝カリニャーノ家
| #  | 名前                            |  | 生年          | 没年          | 在位          | 備考 |
| -- | ------------------------------- |  | ------------- | ------------- | ------------- | --- |
| 21 | カルロ・アルベルト              |  | 1798年10月2日 | 1849年7月28日 | 1831年-1849年 | ヴィットーリオ・アメデーオ1世の弟トンマーゾ・フランチェスコを祖とするサヴォイア＝カリニャーノ家の7代目当主、兼サルデーニャ国王 |
| 22 | ヴィットーリオ・エマヌエーレ2世 |  | 1820年3月14日 | 1878年1月9日  | 1849年-1861年 | カルロ・アルベルトの息子、兼イタリア国王                                                                                       |

## イタリア王太子
| #  | 名前                                           |  | 生年           | 没年           | 在位          | 備考                                  |
| -- | ---------------------------------------------- |  | -------------- | -------------- | ------------- | ------------------------------------- |
| 23 | ウンベルト・ディ・サヴォイア                   |  | 1844年3月14日  | 1900年7月29日  | 1861年-1878年 | ヴィットーリオ・エマヌエーレ2世の息子 |
| 24 | ヴィットーリオ・エマヌーレ・ディ・サヴォイア   |  | 1869年11月11日 | 1947年12月28日 | 1878年-1900年 | ウンベルト1世の息子                   |
| 25 | ウンベルト・ディ・サヴォイア                   |  | 1904年9月15日  | 1983年3月18日  | 1904年-1946年 | ヴィットーリオ・エマヌエーレ3世の息子 |
| 26 | ヴィットーリオ・エマヌエーレ・ディ・サヴォイア |  | 1937年2月12日  |                | 1946年-2024年 | ウンベルト2世の息子                   |